# Onthophagus tapirus
Onthophagus tapirus là một loài bọ cánh cứng trong họ Bọ hung (Scarabaeidae).